# A házasságszerzők (film, 1997)
A házasságszerzők (eredeti cím: The Matchmaker) 1997-ben bemutatott ír-brit-amerikai filmvígjáték.

## Cselekménye
|  | Alább a cselekmény részletei következnek! |

Marcy Tizard (Janeane Garofalo) John McGlory (Jay O. Sanders) bostoni szenátor asszisztense. Mivel éppen egy választási kampányban vannak és a szenátor esélyei elég rosszak, ezért a tanácsadója,  Nick (Denis Leary) kitalálja, hogy Marcy utazzon Írországba és ott kutassa fel a szenátor őseit vagy más rokonait. Ezzel megnyernék a Bostonban jelentős számú, ír származású szavazókat.
Marcy megérkezik a kitalált Ballinagra faluba (írül: Baile na Grá, szó szerint: „A szerelem faluja”), ahol éppen akkor zajlik az évente esedékes „házasságszerző” fesztivál. Az elszigeteltség miatt ugyanis nem könnyű az embereknek házastársat találni, ezért két, rivális házasságszerző – Dermot (Milo O’Shea) és Millie (Rosaleen Linehan) – is működik a faluban, akik igyekszenek mindenkinek megfelelő társat találni. Az Amerikából érkezett nő mindenfelé érdeklődést kelt, amit ő arra használ, hogy McGlory-rokonokat találjon, ilyeneket azonban senki sem ismer. Felfigyel rá a bárban kisegítőként dolgozó Sean is (David O’Hara), aki egyébként újságíró. Nehezen kerülhetik el egymást, mert közös fürdőszobájuk van a hotelban, mivel az zsúfolásig tele van vendégekkel a fesztivál miatt.
A helyi lakosok próbálnak Marcynak segíteni, de ez semmilyen eredménnyel nem jár.
Az egyik házasságszerző, Dermot összehozza Seant és Marcyt egy hajókirándulásra, mert azt mondja Marcynak, hogy a szomszédos szigeten él valaki, aki ismeri a régieket, és szerinte csak Sean hajójával tudnak menni (útközben kiderül, hogy létezik rendszeres kompjárat is). A szigeten az öreg sem tud információval szolgálni, Sean és Marcy azonban kezdenek összemelegedni. Visszaérkezve Sean házához azonban a felesége, Moira  (Saffron Burrows) várja őket (akitől Sean válófélben van). Marcy elrohan, mert Sean nem mondta el neki, hogy házas.
McGlory és Nick is megérkezik a helyszínre, mivel Marcy egyetlen rokont sem tudott felkutatni. Nick kitalálja, hogy ál-rokonok is jók lennének egy filmfelvétel erejéig, tehát Marcy hajtson fel egy komplett családot, akik a kamera előtt azt állítják majd, hogy ők is McGlory-k, tehát a szenátor távoli rokonai. A találkozó katasztrofálisra sikerül. Marcy felmond, mert csalásban nem akar részt venni. Időközben kiderül, hogy Sean feleségének lányneve Kennedy, ezért annyira összeismerkednek, hogy a szenátor magával viszi az Egyesült Államokba és feleségül akarja venni. Talán ezzel a kis ír-kötődéssel megnyeri a választást. A győzelem ünneplése alatt Marcy elmondja a szenátor apjának, hogy nem talált rokonokat Írországban. A szenátor apja ekkor bizalmasan közli vele, hogy Budapesten kellett volna keresnie a rokonaikat, mert valójában ők magyar származásúak, csak a bevándorláskor ír nevet választottak maguknak, és ezt soha nem mondta el a fiának.
Sean, aki rendszeresen összeverekszik az öccsével, begipszelt lábbal megérkezik Bostonba, és egymásra találnak Marcyval.
|  | Itt a vége a cselekmény részletezésének! |

## Szereposztás
| Szereplő                       | Színész             | Magyar hang       |
| ------------------------------ | ------------------- | ----------------- |
| Marcy Tizard                   | Janeane Garofalo    | Prókai Annamária  |
| Sean Kelly                     | David O’Hara        | Széles László     |
| Dermot O’Brien                 | Milo O’Shea         | Versényi László   |
| John McGlory szenátor          | Jay O. Sanders      | Kőszegi Ákos      |
| Millie O’Dowd                  | Rosaleen Linehan    | Pásztor Erzsi     |
| Declan Kelly                   | Paul Hickey         | Lux Ádám          |
| Sarah Kelly                    | Maria Doyle Kennedy | Liptai Claudia    |
| Moira Kennedy Kelly            | Saffron Burrows     | Zakariás Éva      |
| Nick                           | Denis Learyg        | Kautzky Armand    |
| Annie                          | Olivia Caffrey      | Szénási Kata      |
| Michael, a buszsofőr           | Claude Clancy       | Boros Zoltán      |
| Riley százado                  | James Ryland        | Besenczi Árpád    |
| Utas a buszon                  | Joan Sheehy         | ?                 |
| Reptéri alkalmazott            | Anne Gildea         | ?                 |
| Bettina                        | Sinead Murphy       | ?                 |
| Kis Joe                        | David McDonagh      | ?                 |
| Tony                           | Peter Dix           | Izsóf Vilmos      |
| Vince                          | Tommy Tiernan       | Juhász György     |
| Mr. O’Connor, a családfakutató | David Kelly         | Dobránszky Zoltán |
| Jimmy McGlory                  | Frankie McCafferty  | Fesztbaum Béla    |
| Mr. O’Hara, Aran szigetéről    | Jimmy Keogh         | Kun Vilmos        |
| Philip                         | Vincent Walsh       | Dolmány Attila    |
| Paul                           | Conor McDermottroe  | Gesztesi Károly   |
| Újságírónő                     | Nancy O’Brien       | Solecki Janka     |

## Kritikai fogadtatás
A Rotten Tomatoes filmkritikusai 54%-ot adtak a filmnek 26 vélemény alapján.
A film a bemutatója hétvégéjén 1 378 930 dollár bevételt produkált, ez összesen 3 392 080 dollárra emelkedett 705 mozi közreműködésével.

## Kulturális vonatkozások
A filmet Írországban forgatták, Roundstone városban (County Galway). A helyi lakosok ábrázolása és életmódjának felvillantása mellett a filmben a sziklás táj és a tenger is megmutatkozik, például az Aran Islands-ra tett kirándulás alatt.
Az ír zene is szerepet kap a történetben, a férfiak énekversenyt rendeznek, amit hajadon lánynak kell eldönteni, ezért erre Marcyt kérik fel. A történet hátterében is hagyományos ír zene hallatszik.
Van Morrison Irish Heartbeat című száma is elhangzik a filmben.